# New Renaissance Records
New Renaissance Records est un label discographique américain de heavy metal. Il est fondé en 1984 par Ann Boleyn, chanteuse du groupe Hellion, que l'on dit être à l'origine de l'expression speed metal.
Le label est créé à la suite des difficultés du groupe Hellion à pouvoir être distribué sur le marché américain, malgré le fait qu'il connaisse le succès en Grande-Bretagne.

## Histoire
New Renaissance Records est créé par Ann Boleyn après que son groupe Hellion ait atteint la sixième place des classements musicaux britanniques (comme l'ont rapporté Sounds et Kerrang!), mais ne réussit pas à trouver un contrat américain. Selon une interview de mars 1985 dans Kerrang!, Boleyn vend sa voiture et ses instruments de musique pour financer les premières impressions d'albums de compilation, qui comprenaient les premiers enregistrements commerciaux de Wehrmacht, Morbid Angel, Artillery, Mayhem, Prong, Sepultura, Savage Grace, et Flotsam and Jetsam.
En 1987, Quorthon of Bathory de Stockholm, Suède, leur rend visite pour sa première campagne de presse aux États-Unis.
En 2014, New Renaissance Records sort une anthologie de 2 disques, intitulée To Hellion and Back, par Hellion. L'anthologie est suivie par la première sortie de la nouvelle musique de Hellion depuis plus d'une décennie, et s'intitule Karma's a Bitch.

## Groupes et artistes
- Sepultura
- Rock City Angels
- Morbid Angel
- Wehrmacht
- Artillery